# シャーリー・ナイト
シャーリー・ナイト（Shirley Knight, 1936年7月5日 - 2020年4月22日）は、アメリカ合衆国の女優。

## 経歴
1955年、『ピクニック』で映画デビュー。『階段の上の暗闇』でアカデミー助演女優賞にノミネート、1962年の『渇いた太陽』でポール・ニューマンの初恋相手を演じ、再び同賞にノミネートされた。1967年には『Dutchman』でヴェネツィア国際映画祭 女優賞を受賞している。また、シドニー・ルメット監督『グループ』、リチャード・レスター監督『華やかな情事』、フランシス・フォード・コッポラ監督『雨のなかの女』にも出演している。
1960年代にハリウッドから離れてブロードウェイに重きを置く時期もあったが、1997年の映画『恋愛小説家』でヘレン・ハントの母親役を演じて以降、再び映画の世界での活躍の場を見出した。テレビでは『ジェシカおばさんの事件簿』シリーズ、『Law & Order』といった人気長寿番組に出演したほか、『コールドケース 迷宮事件簿』など様々な番組でゲスト出演することも多い。
私生活においては1959年に俳優のジーン・パーソン、1969年に脚本家のジョン・ホプキンスと、過去に2度結婚している。その間に2人の娘をもうけており、ケイトリン・ホプキンスは女優、ソフィー・ホプキンスは脚本家についている。
2020年4月22日、テキサス州サンマルコスのケイトリン・ホプキンスの家で死去。83歳没。

## 主な作品
- ピクニック Picnic （1955年）
- 野獣部隊 Five Gates to Hell （1959年）
- 階段の上の暗闇 The Dark at the Top of the Stairs （1960年）
- あしやからの飛行 Flight from Ashiya （1964年）
- 雨のなかの女 The Rain People （1969年）
- ジャガーノート Juggernaut （1974年）
- エンドレス・ラブ Endless Love （1981年）
- 薔薇の素顔 Color of Night （1994年）
- ザ・タブー/暴かれた衝撃 Little Boy Blue （1997年）
- 恋愛小説家 As Good as It Gets （1997年）
- エンジェル・アイズ Angel Eyes （2001年）
- THE SALTON SEA ソルトン・シー The Salton Sea (2002年)
- デスパレートな妻たち Desperate Housewives （2005年 - 2007年）
- The Other Side of the Tracks （2008年）
- モール★コップ Paul Blart: Mall Cop （2009年）
- 我が家のおバカで愛しいアニキ Our Idiot Brother （2011年） 日本劇場未公開